# Dettelbach (Adelsgeschlecht)

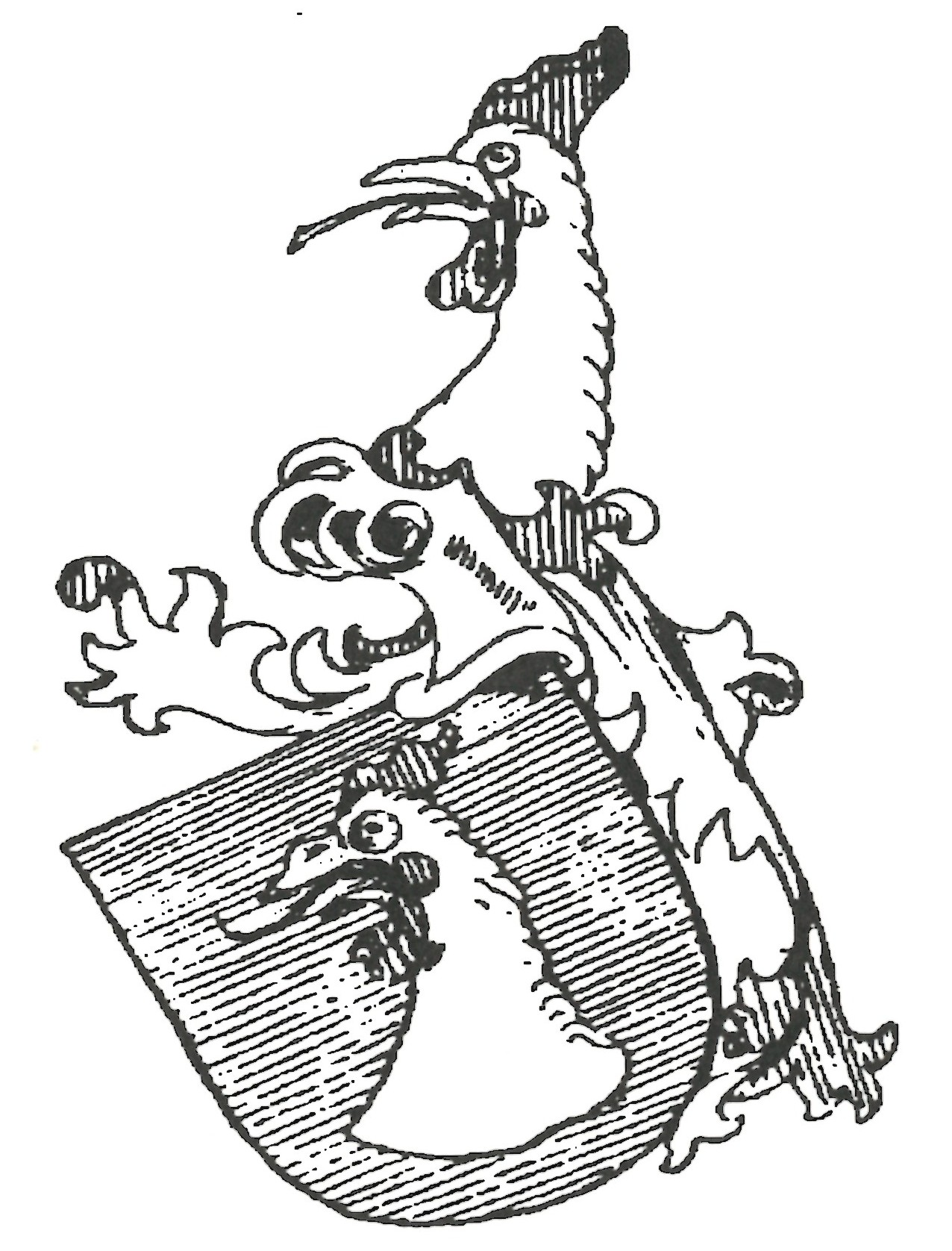
Wappen derer von Dettelbach

Die Ritter von Dettelbach (auch Ritter von Tetilabach) waren ein ministeriales Adelsgeschlecht mit Sitz im unterfränkischen Dettelbach. Ihre Familie ist von 1101 bis ins Jahr 1578 nachgewiesen. Es gab ein gleichnamiges Adelsgeschlecht anderen Wappens in der Mark Brandenburg.

## Geschichte
Die Familie der Ritter von Tetilabach wurde mit Helmrich erstmals im Jahr 1101 genannt. Sie bewohnte den ehemaligen fränkischen Königshof in Dettelbach und wandelten diesen in eine Burg um. Die Dettelbacher Ritter tauchten häufig in Urkunden als Zeugen auf. Sie waren als Ministeriale den Grafen von Hohenlohe zugeordnet und mussten diesen Kriegsdienste leisten. Nach einer Zeit, in der kaum Namen von Dettelbacher Rittern in den Quellen auftauchten, traten die Ritter im 13. Jahrhundert wieder häufiger in Erscheinung.
Im 14. Jahrhundert, 1351, konnte Hans von Dettelbach alle Rechte in Dettelbach, Brück und Schnepfenbach von den Hohenlohern als Lehen erhalten. Kurze Zeit später nutzte die Familie eine Finanzkrise des Hochstifts Würzburg aus und vermehrte ihre Rechte weiter. Den Höhepunkt seiner Macht erreichte die Familie am Ende des 14. Jahrhunderts, als sie neben den Dörfern um Dettelbach noch viele weitere Orte des Maindreiecks beherrschte. 
Im 16. Jahrhundert setzte dann der Niedergang der Ritter von Dettelbach ein. Zunächst wurden die Würzburger Lehen eingezogen, es folgte die rasche Verarmung des Rittergeschlechts. Ihr Stammsitz in Dettelbach verfiel. Christopherus von Dettelbach war der letzte seines Geschlechts. Nach seinem kinderlosen Tod starb die Familie um 1558 aus.

## Besitzungen
- Stammsitz der Familie war die Burg in Dettelbach. Sie hat sich heute nicht mehr erhalten, sondern wurde durch das ehemalige Rentamt der Stadt ersetzt.
- Daneben hatten die Ritter auch die Dorfherrschaft in Brück, heute einem Stadtteil von Dettelbach inne.
- Ebenso waren die Ritter in Schnepfenbach Dorfherren. Hier endete ihre Herrschaft im Jahr 1484.
- Außerdem besaßen die Ritter einige Besitzungen im heute untergegangenen Dorf Ostheim am Rennfurt.

## Wappen
Blasonierung: Silberner Hahnenkopf mit rotem Kamm im blauen Felde. Auf dem Helm mit blau-silbernen Decken der Hahnenkopf.

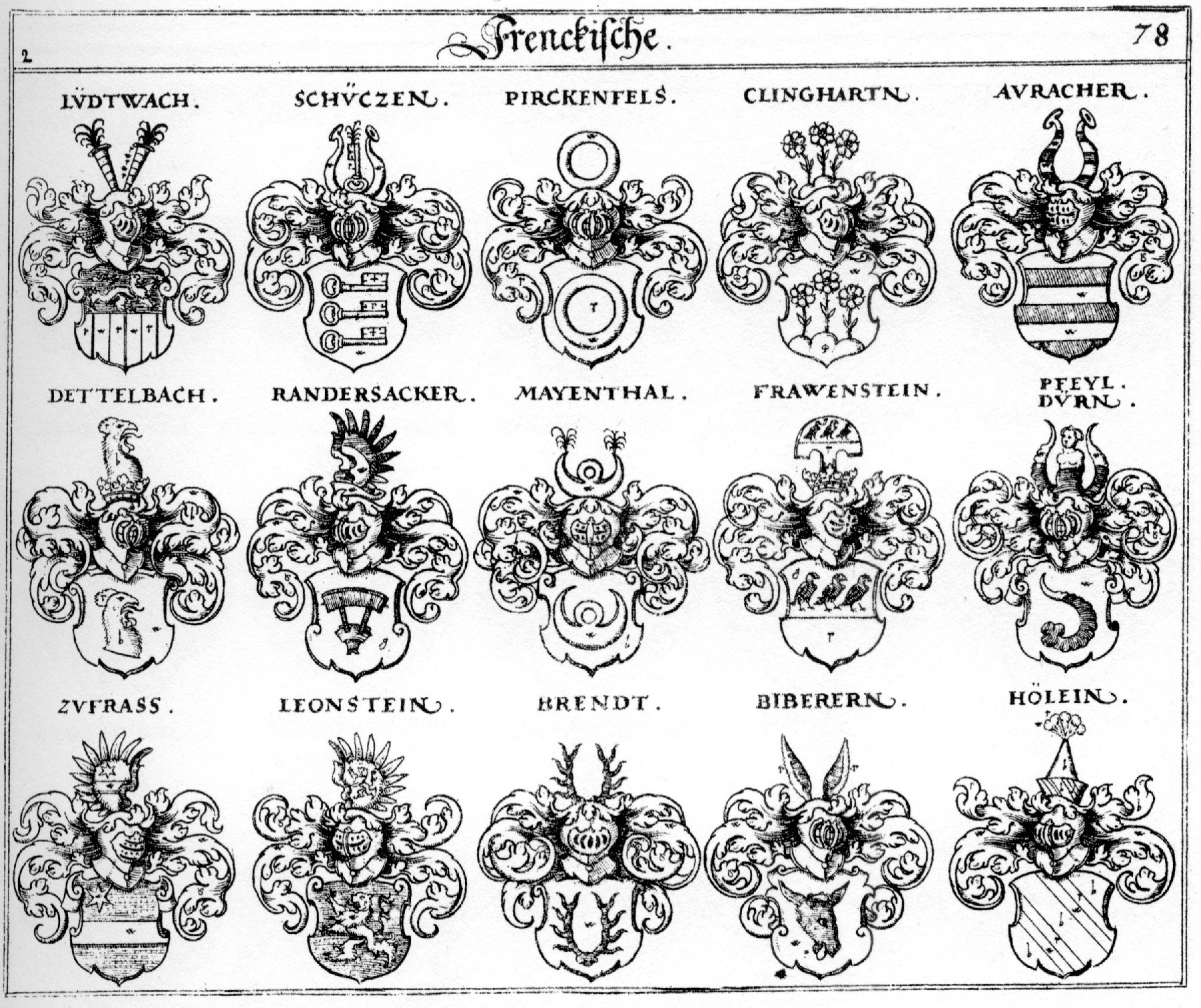
Wappen derer von Dettelbach, Ritterschaft in Franken, Siebmacher, Band 2 (Nachfolgeband zu 1605; um 1701–1705), Tafel 78.
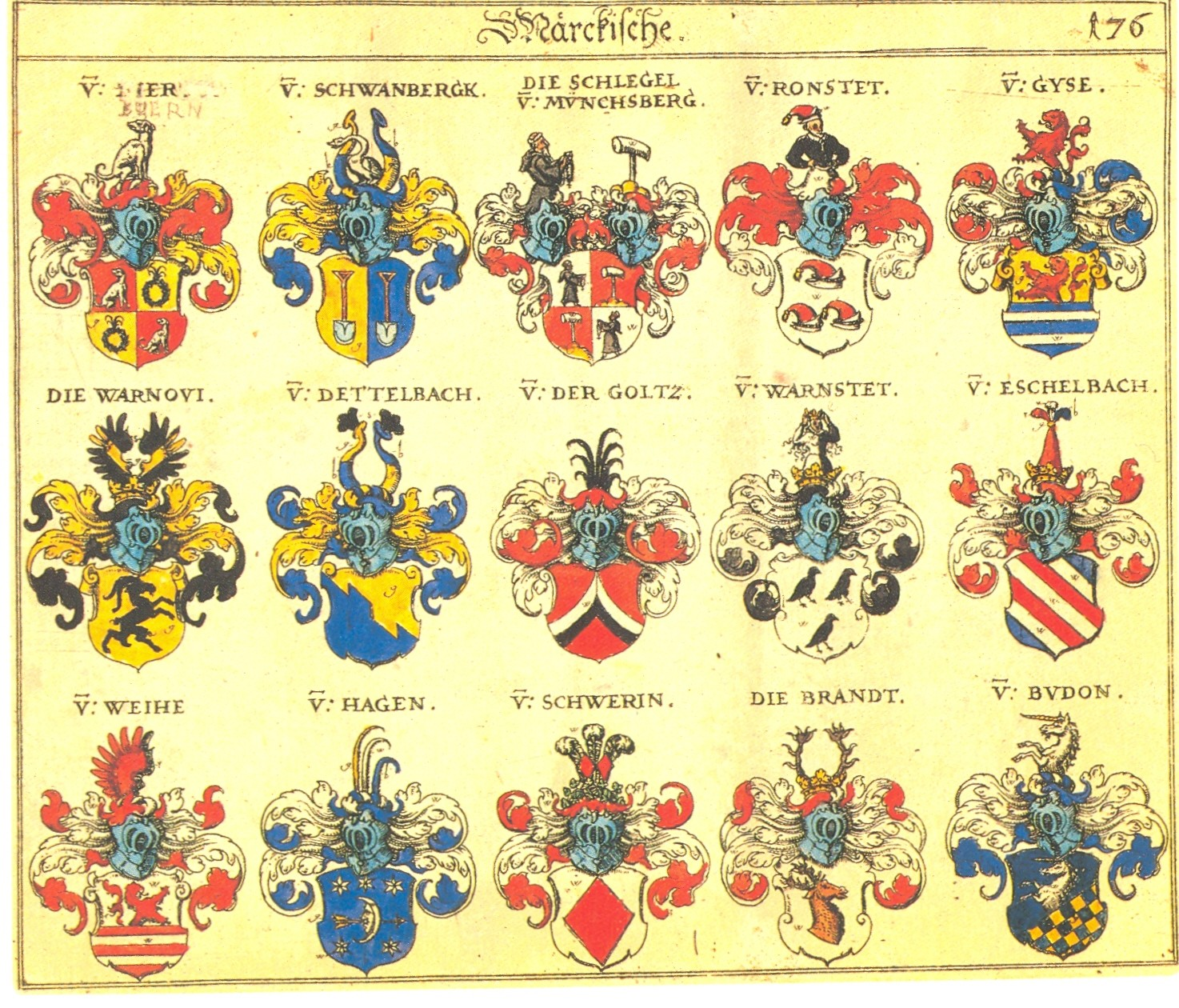
Wappen der anderen von Dettelbach, Ritterschaft der Mark Brandenburg, Johann Siebmachers Wappenbuch von 1605, Tafel 176.